# باول ويغنر (غاولايتر)
بول فيجنر (1 أكتوبر 1908 في فاريل – 5 مايو 1993 في فيشترزباخ ) كان مسؤولًا في الحزب النازي الألماني.

## وظيفة مبكرة
انضم فيجنر إلى الحزب النازي في عام 1930 وكتيبة العاصفة (SA) في عام 1931. أصبح Kreisleiter لبريمن في عام 1933 ومندوبًا في الرايخستاغ لـ Weser-Ems في نفس العام.  عمل فيجنر كبيروقراطي حزبي يعمل في مكتب نائب الفوهرر حيث أعجبت كفاءته مارتن بورمان. 
تحول فيجنر من SA إلى شوتزشتافل (SS) في عام 1940 وحصل على رتبة إس إس- جروبنفهر في عام 1942 و إس إس- أوبر غروبن فوهرر بعد ذلك بعامين. كما شهد خدمة نشطة مع فرقة لايبشتاندارته أدولف هتلر الأولى خلال حملة البلقان في اليونان عام 1941. 

## غولايتر
توفي كارل روفر في مايو 1942 بعد سكتة دماغية وبعد أسابيع قليلة تم اختيار فيجنر ليخلفه في منصب غاولايتر غاو فيسر. 

## روابط خارجية
- باول ويغنر على موقع مونزينجر (الألمانية)